# Sibuyania formidabilis
Sibuyania formidabilis är en insektsart som beskrevs av Marius Descamps 1974. Sibuyania formidabilis ingår i släktet Sibuyania och familjen Chorotypidae. Inga underarter finns listade i Catalogue of Life.